# Brandverzekering

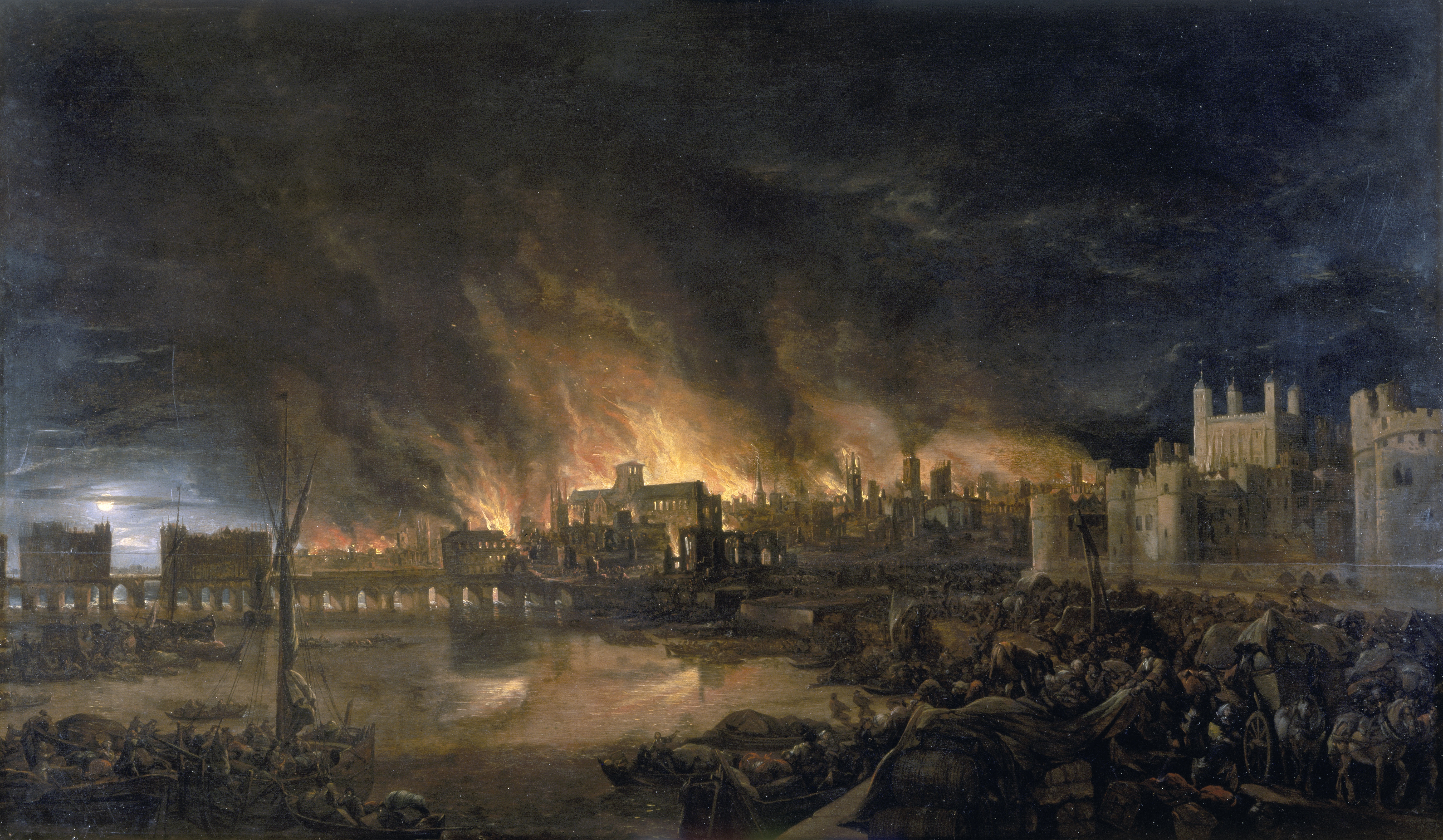
Na de Grote brand van Londen werden de eerste vormen van brandverzekering ontwikkeld.

Een brandverzekering is een verzekering die een object verzekert tegen bepaalde directe en indirecte schade ten gevolge van brand.

## Nederland
Een brandverzekering is in Nederland een verzamelnaam voor diverse verzekeringen van woningen en andere gebouwen en de roerende zaken die zich hierin bevinden. Dit artikel omschrijft de algemene aspecten die voor alle brandverzekeringen van toepassing zijn.

## Wat is verzekerd
De dekking van een brandverzekering valt doorgaans onder een van de volgende varianten:

### Kale branddekking

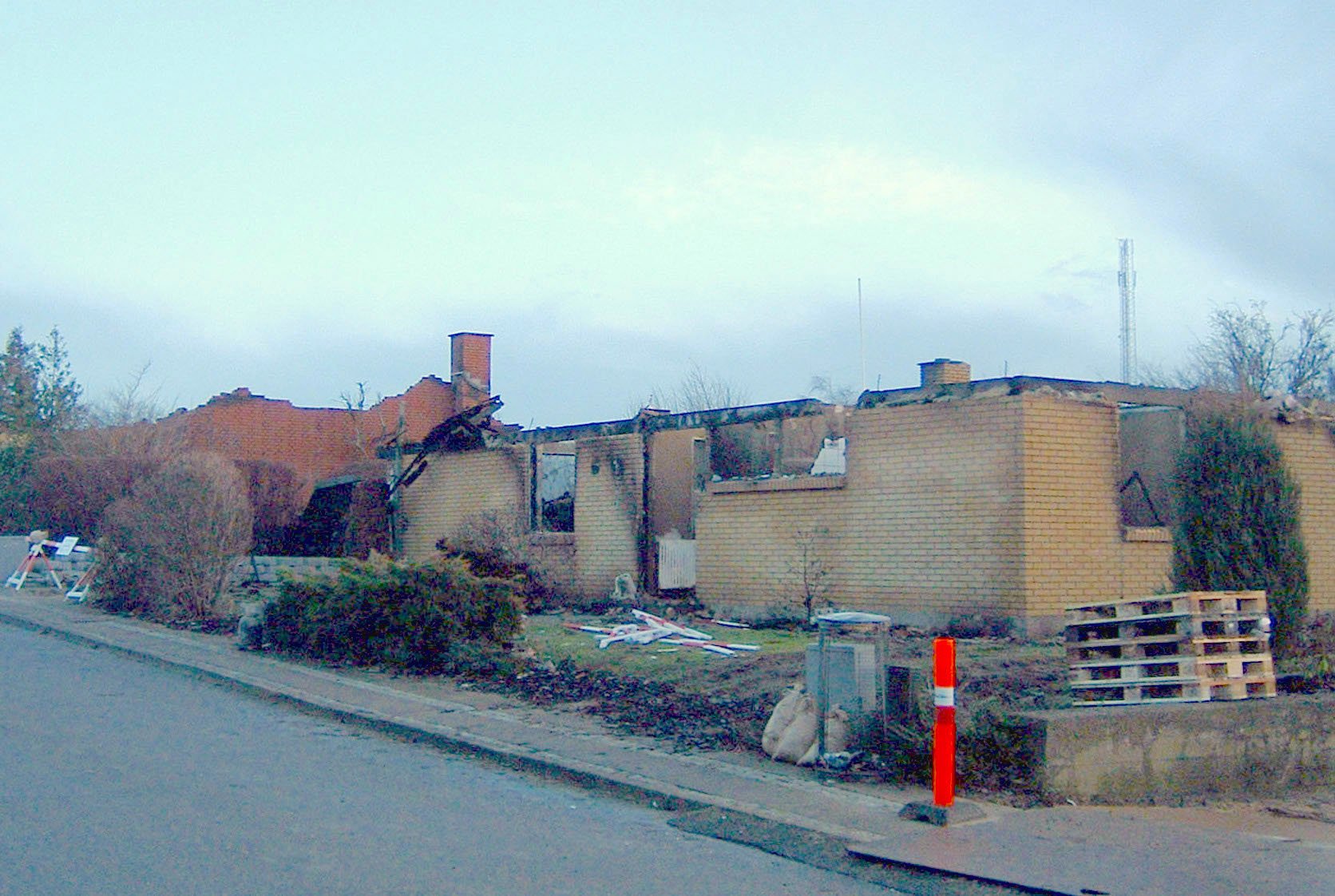
Schade door ontploffing, zoals hier bij de Vuurwerkramp in Seest, is altijd gedekt.

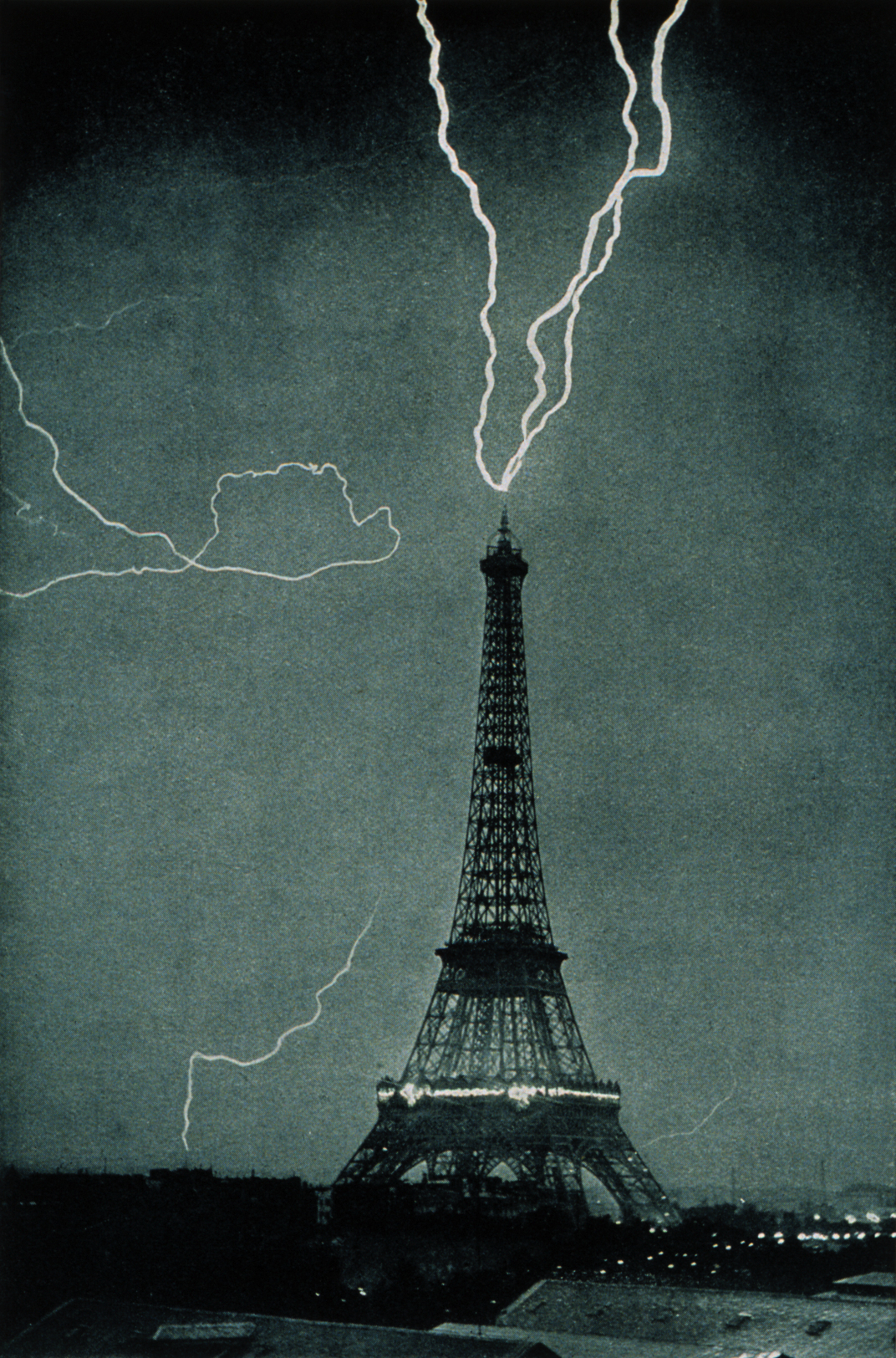
Blikseminslag in de Eiffeltoren. Blikeminslag is gedekt op de uitgebreide dekking.

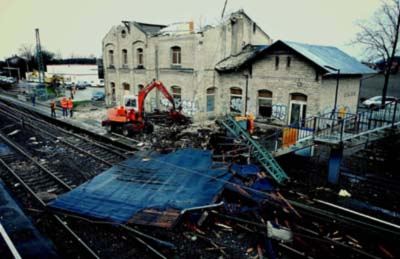
Aanzienlijke stormschade door de orkaan Kyrill.

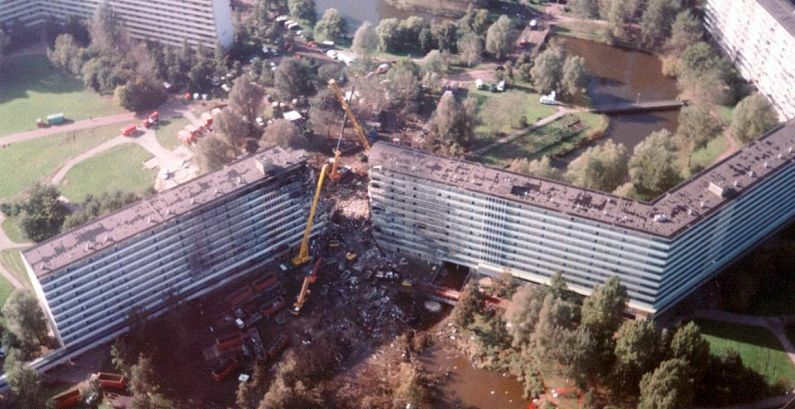
Een vliegtuig kan aanzienlijke schade veroorzaken, zoals hier bij de Bijlmervliegramp. Schade door vliegtuigen is gedekt op de uitgebreide dekking.

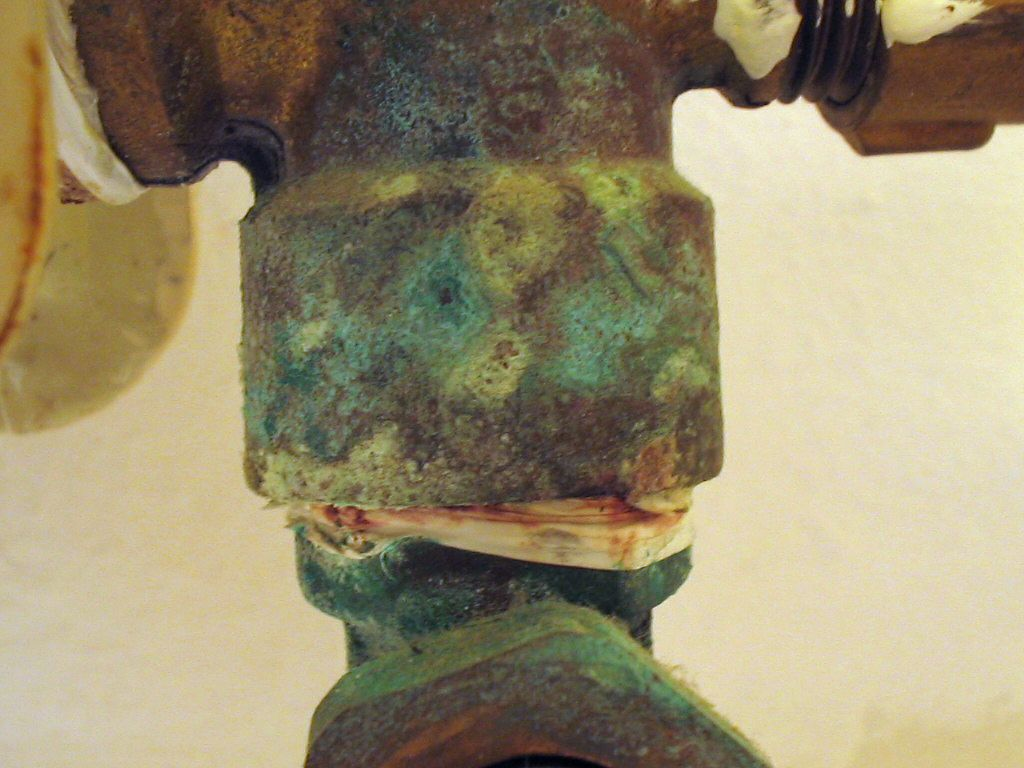
Schade door corrosie en andere geleidelijk werkende invloeden is niet gedekt.

Gedekt is:
- Brand
- Ontploffing en
- Blikseminslag.

#### Brand
Verzekeringstechnisch gezien is brand:
Een door verbranding veroorzaakt en met vlammen gepaard gaand vuur buiten een haard, dat in staat is zich uit eigen kracht voort te planten.
Geen brand is daardoor bijvoorbeeld:
- Schroeien
- Broei
- Doorbranden van apparatuur

#### Ontploffing
De definitie van ontploffing is door de Vereniging van Brandassuradeuren in Nederland gedeponeerd bij de rechtbank. De hierna genoemde tekst van deze is door de Vereniging van Brandassuradeuren in Nederland op 5 april 1982 onder nummer 275/82 ter griffie van de Arrondissementsrechtbank te Utrecht gedeponeerd. Het belangrijkste gedeelte uit de definitie: Onder schade door ontploffing te verstaan gehele of gedeeltelijke vernieling, onmiddellijk veroorzaakt door een eensklaps verlopende, hevige krachtsuiting van gassen of dampen.

#### Blikseminslag
Schade door blikseminslag zonder dat daardoor brand ontstaat. Indien slechts sprake is van een bliksemontlading in de omgeving, dan is er sprake van inductie. Inductie wordt niet beschouwd als blikseminslag.

### Brand en storm
De dekking brand en storm breidt de hierboven genoemde branddekking uit met schade door storm.

#### Storm
Storm is verzekeringstechnisch gezien een windsnelheid van ten minste 14 meter per seconde.

### Uitgebreid
De meeste brandverzekeringen verzekeren tegenwoordig minimaal de uitgebreide dekking. De uitgebreide dekking biedt dekking tegen (tussen haakjes eventueel een toelichting):
- Brand, blussen van brand
- Blikseminslag
- Ontploffing
- Luchtvaartuigen
- Storm, sneeuwbelasting en neerslag
- Diefstal uit woning zonder sporen van braak
- Diefstal uit bijgebouwen of privébergruimten na braak
- Braakschade
- Gewelddadige beroving en afpersing (onder gewelddadig wordt verstaan: met fysiek geweld of onder bedreiging daarvan)
- Vandalisme na binnendringen
- Aanrijding, aanvaring en afvallende/uitvloeiende lading
- Omvallen van of aanraken door kranen en heistellingen
- Schade door binnengedrongen regen, sneeuw, hagel of (smelt)water
- Uit leidingen en installaties ontsnapt water/stoom na defect
- Waterschade door defect aquarium en aan de inhoud (vissen, planten en dergelijke) daarvan
- Olielekkage
- Rook en roet uit verwarmingsinstallaties
- Plunderingen, rellen en relletjes
- Inhoud van koelkast/diepvriezer door defect of stroomuitval
- Schade door glasscherven
- Neerstortende antennes

### Extra uitgebreid
De extra uitgebreide dekking is voor particuliere verzekeringen de standaard. De extra uitgebreide dekking biedt dekking tegen alle bij ‘uitgebreid’ genoemde schadeoorzaken en daarnaast voor:
- Schroeien
- Zengen
- Smelten
- Inductie
- Diefstal van tuinmeubilair, tuingereedschap en wasgoed
- Waterschade door defect waterbed.

### Alle van buiten komende onheilen
Tegenwoordig bieden de meeste verzekeraars ook een dekking tegen ‘alle van buiten komende onheilen’ aan. Deze dekking biedt dekking voor alle schades, mits van buitenaf inwerkend. Schades die zijn veroorzaakt door een eigenschap of gebrek van een zaak zijn niet gedekt.

## Wat is niet verzekerd
Bij alle dekkingen, behalve de ‘van buiten komende onheilen’, geldt: wat niet met name is genoemd, is niet verzekerd.
Daarnaast gelden er nog een aantal uitsluitingen.

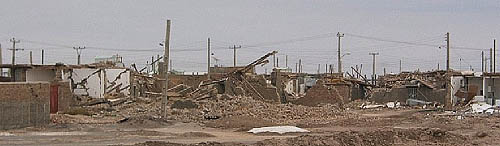
Schade door aardbevingen, zoals hier in Bam, is niet gedekt.

### Catastroferisico's
Zoals op de meeste schadeverzekeringen is schade als gevolg van sommige vormen van molest, zoals (burger)oorlog en aardbeving, vulkanische uitbarsting, atoomkernreacties en overstroming niet gedekt.

### Eigen gebrek

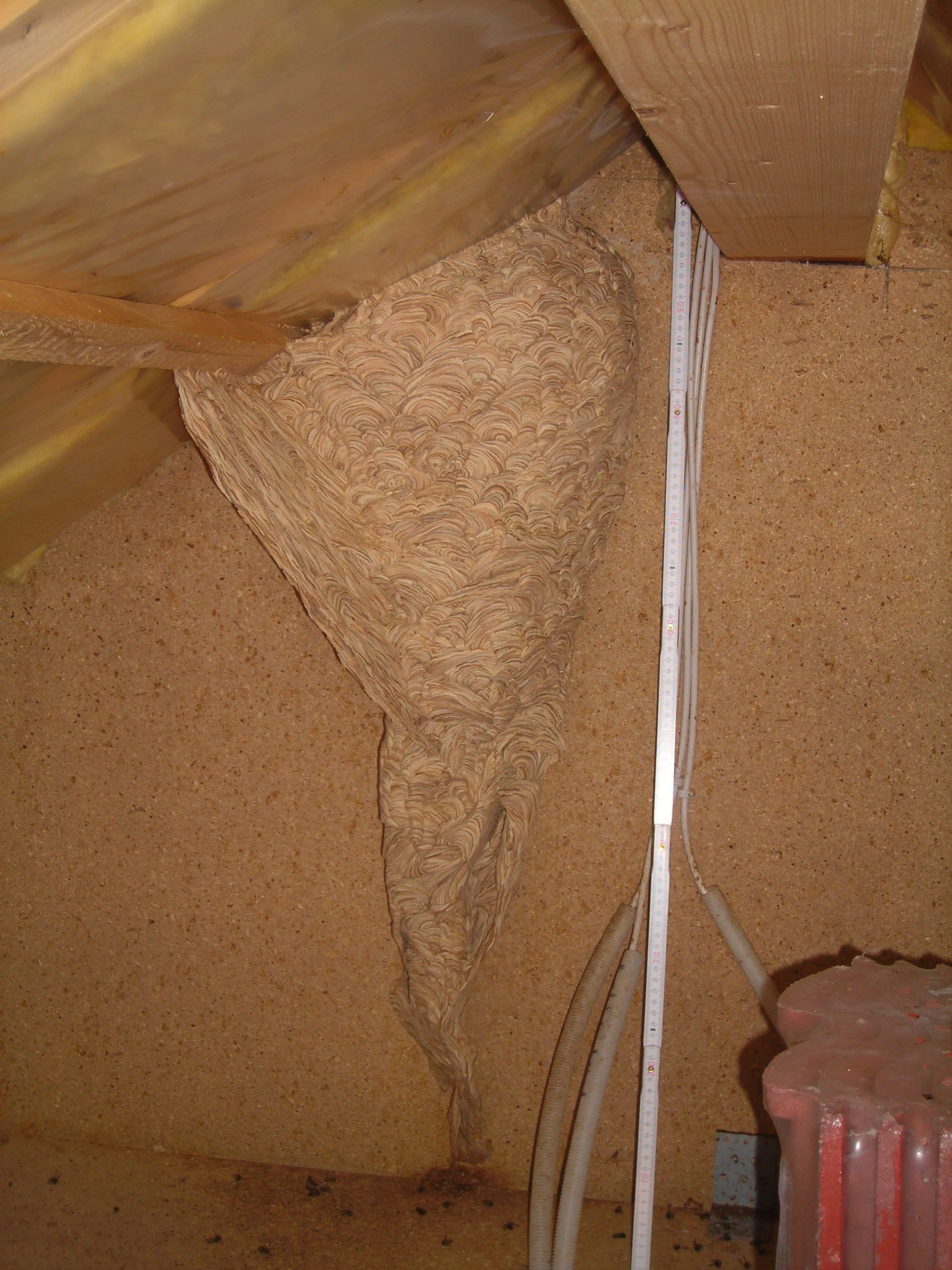
Schade door insecten, zoals bij dit wespennest, is niet gedekt.

Daarnaast is op de brandverzekering schade als gevolg van eigen gebrek beperkt verzekerd. Eigen gebrek is een schade die is veroorzaakt door de aard of een gebrek van die zaak. Meestal is de gevolgschade van een eigen gebrek verzekerd, het eigen gebrek zelf niet, hoewel steeds meer polissen ook het eigen gebrek zelf verzekeren.
voorbeeld.
Een koffiezetapparaat brandt door. Doorbranden ontstaat door een slechte eigenschap van het koffiezetapparaat zelf: hier ligt (doorgaans) geen van buiten komend onheil aan ten oorzaak. Als gevolg van het doorbranden ontstaat een keukenbrand. De keuken wordt als totaal verloren beschouwd.
De schade aan het koffiezetapparaat is niet gedekt. De gevolgschade (de hele keuken) is wel gedekt.

### Geleidelijk werkende invloeden
Een schadeverzekering dekt alleen plotselinge, van buiten komende, onheilen. Het hierboven genoemde eigen gebrek is feitelijk een ‘van binnen komend onheil’.
Er zijn nog diverse andere schades te bedenken die wel van buitenaf komen, maar niet gedekt zijn, aangezien deze niet plotseling optreden, zoals:
- Veroudering
- Vervorming
- Verrotting
- Corrosie
- Insecten
- Bacteriën
- Virussen
- Schimmel- en zwamgroei
- Plantvorming
- Grondverzakking
- Grondverschuiving
- Instorting

## Verzekerde som
Bij het aangaan van de verzekering wordt een verzekerde som vastgesteld, die:
- het bedrag is waarvoor de verzekerde zijn belang wenst te dekken;
- het maximum aangeeft tot waar schade wordt vergoed;
- het bedrag aangeeft waarover de premie wordt berekend.

Bij een schade van enige omvang wordt vastgesteld of de verzekerde som wel in overeenstemming is met de waarde van het verzekerde object. Als het goed is, is de verzekerde som gelijk aan de werkelijke waarde. De verzekerde som kan echter ook lager of hoger zijn dan de werkelijke waarde. Ook kan het voorkomen dat hetzelfde object dubbel verzekerd is. Deze gevallen worden respectievelijk genoemd:
- onderverzekering;
- oververzekering;
- dubbelverzekering.

Onder-, over- dan wel dubbele verzekering heeft gevolgen voor de hoogte van de uitkering.

### Onderverzekering
Bij onderverzekering is de verzekerde som lager dan de werkelijke waarde. In het verzekeringsrecht is bepaald dat een verzekeraar niet tot meer schadevergoeding kan worden verplicht dan het bedrag van de verzekerde som (Art. 7:960 BW). De wet schrijft ook voor dat de schade-uitkering in dit geval naar evenredigheid plaats moet vinden (Art. 7:958 lid 5 BW).

### Oververzekering
Van oververzekering is sprake wanneer de verzekerde som hoger is dan de werkelijke waarde. Aangezien de wet heeft bepaald dat een verzekerde na een schade niet in een betere positie mag komen te verkeren, wordt de schade-uitkering begrensd op de werkelijke waarde. Elke schade wordt volledig vergoed, maar de verzekerde ontvangt nooit meer dan de werkelijke schade.

### Dubbelverzekering
Het kan voorkomen dat dezelfde schade door meer dan één verzekering wordt gedekt. Net als bij oververzekering geldt ook hier dat de verzekerde niet in een betere positie mag komen te verkeren. Hoe wordt gehandeld staat beschreven in art. 7:961 BW. Tenzij de polisvoorwaarden iets anders bepalen, mag de verzekerde zelf uitmaken welke verzekeraar hij tot schadevergoeding aanspreekt. De verzekeraars hebben vervolgens onderling verhaalsrecht.

### Indexatie
Bij opstal- en inboedelverzekeringen is het gebruikelijk dat het verzekerd bedrag jaarlijks wordt geïndexeerd. Het Centraal Bureau voor de Statistiek stelt jaarlijks de bouwkostenindex en de inboedelindex vast. Aan de hand van deze indexcijfers worden de verzekerde bedragen (en daarmee de premies) verhoogd. In 2005 was er voor het eerst in de geschiedenis een negatief indexcijfer voor bouwkosten, waardoor de verzekerde bedragen werden verlaagd.

## Verzekeringsvormen
Een brandverzekering kan worden afgesloten voor gebouwen en de daarin bevindende roerende zaken. Een aantal vormen van brandverzekeringen:

### Opstalverzekering
Een opstalverzekering wordt afgesloten om het gebouw (of de woning) zelf te verzekeren. De eigenaar van het gebouw dient te verzekeren. Bij een Vereniging van Eigenaren wordt het hele gebouw doorgaans door de vereniging verzekerd.

### Inboedelverzekering
Bij een inboedelverzekering worden de in de woning bevindende roerende zaken, behorende tot de huishouding, verzekerd.

### Kostbaarhedenverzekering
Een kostbaarhedenverzekering wordt vaak afgesloten voor kostbaarheden, die buitenshuis worden gebruikt, zoals sieraden, muziekinstrumenten of fotoapparatuur. De kostbaarhedenverzekering biedt dekking tegen nagenoeg alle mogelijke schadeoorzaken, ongeacht waar de kostbaarheden zich bevinden.

### Inventarisverzekering
Bij een inventarisverzekering worden de roerende zaken van een bedrijf verzekerd.

### Bedrijfsschadeverzekering
Een bedrijfsschadeverzekering dekt het risico van bedrijfsstilstand. De bedrijfsschadeverzekering biedt doorgaans dekking voor bedrijfsstilstand als gevolg van een bij de uitgebreide dekking gedekte schadeoorzaak. Er vindt een uitkering plaats ter grootte van het gemiste inkomen, met een maximum duur van doorgaans 26 tot 104 weken.